# Danh sách chủ tịch FIFA
Dưới đây là danh sách các chủ tịch của Liên đoàn bóng đá thế giới (FIFA), cơ quan điều hành bóng đá thế giới.
Các chủ tịch Daniel Burley Woolfall, Rodolphe Seeldrayers và Arthur Drewry qua đời trong thời gian nắm giữ chức vụ.
Chủ tịch đương nhiệm là Gianni Infantino người Thụy Sĩ gốc Ý, được bầu vào ngày 26 tháng 2 năm 2016 trong phiên họp bất thường của Đại hội FIFA. Trước đó Issa Hayatou người Cameroon tạm quyền sau khi Sepp Blatter bị đình chỉ công tác ngày 8 tháng 10 năm 2015, tiếp sau đó là lệnh cấm hoạt động liên quan đến bóng đá vào ngày 21 tháng 12 năm 2015.

## Chủ tịch FIFA
| Chức chủ tịch | Chủ tịch                   | Chủ tịch               | Ngày sinh                     | Ngày mất                       | Nhậm chức                   | Đến                                                             | Thời gian tại vị | Quốc tịch      |
| ------------- | -------------------------- | ---------------------- | ----------------------------- | ------------------------------ | --------------------------- | --------------------------------------------------------------- | ---------------- | -------------- |
| 1             |                            | Robert Guérin          | 28 tháng 6 năm 1876           | 19 tháng 3 năm 1952 (75 tuổi)  | 22 tháng 5 năm 1904         | 4 tháng 6 năm 1906                                              | 2 năm            | Pháp           |
| 2             |                            | Daniel Burley Woolfall | 15 tháng 6 năm 1852           | 24 tháng 10 năm 1918 (66 tuổi) | 4 tháng 6 năm 1906          | 24 tháng 10 năm 1918                                            | 12 năm           | Vương quốc Anh |
| 3             |                            | Jules Rimet            | 14 tháng 10 năm 1873          | 16 tháng 10 năm 1956 (83 tuổi) | 1921                        | 1954                                                            | 33 năm           | Pháp           |
| 4             |                            | Rodolphe Seeldrayers   | 16 tháng 12 năm 1876          | 7 tháng 10 năm 1955 (78 tuổi)  | 1954                        | 7 tháng 10 năm 1955                                             | 1 năm            | Bỉ             |
| 5             |                            | Arthur Drewry          | 3 tháng 3 năm 1891            | 25 tháng 3 năm 1961 (70 tuổi)  | 1955                        | 25 tháng 3 năm 1961                                             | 6 năm            | Vương quốc Anh |
| 6             |                            | Stanley Rous           | 25 tháng 4 năm 1895           | 18 tháng 7 năm 1986 (91 tuổi)  | 1961                        | 8 tháng 5 năm 1974                                              | 13 năm           | Vương quốc Anh |
| 7             |                            | João Havelange         | 8 tháng 5 năm 1916            | 16 tháng 8 năm 2016 (100 tuổi) | 8 tháng 5 năm 1974          | 8 tháng 6 năm 1998                                              | 24 năm           | Brazil         |
| 8             |                            | Sepp Blatter           | 10 tháng 3 năm 1936 (80 tuổi) |                                | 8 tháng 6 năm 1998          | 8 tháng 10 năm 2015 (đình chỉ) 21 tháng 12 năm 2015 (cấm 6 năm) | 17 năm(cấm)      | Thụy Sĩ        |
| Quyền         | Issa Hayatou (cropped).jpg | Issa Hayatou           | 9 tháng 8 năm 1946 (70 tuổi)  | 8 tháng 8 năm 2024 (78 tuổi)   | 9 tháng 10 năm 2015 (quyền) | 26 tháng 2 năm 2016                                             | 5 tháng          | Cameroon       |
| 9             |                            | Gianni Infantino       | 23 tháng 3 năm 1970 (46 tuổi) |                                | 26 tháng 2 năm 2016         | hiện tại                                                        |                  | Thụy Sĩ        |

1. ↑  Sau lệnh cấm tạm thời với Sepp Blatter, Issa Hayatou được giao nhiệm vụ Chủ tịch FIFA theo Điều 32(6) của Quy chế FIFA do Hayatou có thời gian tại vị ở vị trí phó chủ tịch lâu nhất trong Ủy ban chấp hành FIFA.[5]